# Лукашенко Дмитро Олександрович
Дмитро Олександрович Лукашенко (біл. Дзмітрый Аляксандравіч Лукашэнка; нар. 23 березня 1980, Могильов) — син президента Білорусі Олександра Лукашенка. Займає пост голови центральної ради білоруського республіканського державно-громадського об'єднання «Президентський спортивний клуб», також є членом НОК Білорусі.

## Біографія
Дмитро Олександрович Лукашенко народився 23 березня 1980 року у родині Олександра Григоровича Лукашенка і Галини Родіонівни Лукашенко в місті Могилеві або в місті Шклові (у той час Олександр Лукашенко був у керівництві цих міст[джерело?]).
Закінчив факультет міжнародних відносин Білоруського державного університету. Захистив диплом на тему: «Виступ білоруських спортсменів на міжнародній арені». Юрист-міжнародник.
Потім служив в одному з елітних[джерело?], але ретельно засекречених прикордонних підрозділів по боротьбі з контрабандою і нелегальною міграцією. Капітан.
З 2005 року — голова центральної ради республіканського державно-громадського об'єднання «Президентський спортивний клуб».
6 липня 2006 року обраний членом Національного олімпійського комітету Білорусі.
З 11 грудня 2006 року — член організаційного комітету з підготовки та забезпечення участі білоруських спортсменів до XXIX літніх Олімпійських іграх і XIII Паралімпійських іграх 2008 року в Пекіні (Китайська Народна Республіка).
Почесний консул Ефіопії у Білорусі.

## Нагороди
- Медаль «80 років прикордонних військ»
- Медаль «За відзнаку в охороні державного кордону»
- Знаки «Відмінник прикордонних військ» I і II ступеня

## Міжнародні санкції
2 лютого 2011 року включений в «Чорний список ЄС». У рішенні Ради Європейського союзу від 15 жовтня 2012 року Дмитро Лукашенко був позначений як «бізнесмен з активною участю в фінансових операціях з сім'єю Лукашенка». Європейські санкції були зняті 15 лютого 2016 года.
21 червня 2021 року як син Олександра Лукашенка і бізнесмен, який є головою державно-громадського об'єднання «Президентський спортивний клуб», він був знову включений в «Чорний список ЄС». Рада Європейського союзу зазначила, що Дмитро Лукашенко веде бізнес через клуб і контролює ряд компаній, також він був присутнім на таємній інавгурації Олександра Лукашенка в вересні 2020 року, отже Дмитро Лукашенко отримує вигоду від режиму Лукашенка і підтримує його. 6 липня 2021 року до червневого пакету санкцій ЄС приєдналися Албанія, Ісландія, Ліхтенштейн, Норвегія, Північна Македонія, Чорногорія, 7 липня – Швейцарія.
Крім того Дмитро Лукашенко (а також  «Президентський спортивний клуб») з 2 грудня 2021 року перебуває в санкційному списку спеціально позначених громадян і заблокованих осіб США та у санкційному списку Канади.
У березні 2022 року, після початку вторгнення Росії в Україну, до санкцій проти Дмитра приєдналася Японія.

## Особисте життя
- Дружина: Ганна Лукашенко (Боровикова) — з міста Шклова (рідне місто А. Р. Лукашенко), одружений з 2002 року[22]. За даними Білоруського розслідувальницького центру, у 2018 і 2020 роках Ганна заробила в «Торговому домі БелАЗ» близько ста тисяч доларів, а власниками компаній-партнерів є люди з оточення Дмитра та Анни Лукашенків[23]. Анна Лукашенко також пише пісні під псевдонімом Анна Селук[24].
- Доньки: Анастасія Лукашенко (2003), Дар'я Лукашенко[25] і Олександра Лукашенко (28 лютого 2014)[26]

### Брати
- Лукашенко Віктор Олександрович
- Лукашенко Микола Олександрович, народився 31 серпня 2004 року (позашлюбний)